# Olympische Sommerspiele 2008/Teilnehmer (Britische Jungferninseln)
| Gelbes Symbol für Goldmedaillen mit stilisierten Olympischen Ringen | Graues Symbol für Silbermedaillen mit stilisierten Olympischen Ringen | Braundes Symbol für Bronzemedaillen mit stilisierten Olympischen Ringen |
| ------------------------------------------------------------------- | --------------------------------------------------------------------- | ----------------------------------------------------------------------- |
| —                                                                   | —                                                                     | —                                                                       |

Die Britischen Jungferninseln waren mit der Teilnahme an den Olympischen Sommerspielen 2008 in Peking insgesamt zum siebten Mal bei Olympischen Spielen vertreten. Die erste Teilnahme war 1984.

## Teilnehmer nach Wettbewerben

### Leichtathletik
| Disziplin        | Männer        | Frauen           |
| ---------------- | ------------- | ---------------- |
| 100 Meter Sprint |               | Tahesia Harrigan |
| Diskuswurf       | Eric Matthias |                  |